# Jugoslavija na Poletnih olimpijskih igrah 1936
Kraljevino Jugoslavijo je na Poletnih olimpijskih igrah 1936 v Berlinu zastopalo triindevetdeset športnikov v trinajstih športih. Edino medaljo je dosegel Leon Štukelj z drugim mestom v gimnastičnem mnogoboju.

## Medalje
| Medalja | Tekmovalec   | Šport      | Disciplina     |
| ------- | ------------ | ---------- | -------------- |
| 2       | Leon Štukelj | Gimnastika | Moški mnogoboj |